# Mjölkflickan
Mjölkflickan är en oljemålning av finländska konstnären Albert Edelfelt från år 1889. Verket är 73,5 cm hög och 60,5 cm bred och är i privat ägo. Målningen var över 100 år gömd i privat ägo i en fransk släkt, tills den kom till salu vid Sotheby's i London år 2016. Den är målad i Haiko utanför Borgå, där Edelfelt hade sin sommarateljé, nu Albert Edelfelts ateljémuseum.